# Salamin, Idlib
Salamin, Idlib (tiếng Ả Rập: سلامين) là một ngôi làng Syria nằm ở Saraqib Nahiyah ở huyện Idlib, Idlib. Theo Cục Thống kê Trung ương Syria (CBS), Salamin, Idlib có dân số 1022 trong cuộc điều tra dân số năm 2004.